# Trithemis monardi
Trithemis monardi е вид водно конче от семейство Libellulidae. Видът не е застрашен от изчезване.

## Разпространение и местообитание
Разпространен е в Ангола, Бенин, Ботсвана, Буркина Фасо, Гамбия, Гана, Демократична република Конго, Етиопия, Замбия, Зимбабве, Кения, Кот д'Ивоар, Малави, Мали, Мозамбик, Намибия, Нигерия и Сиера Леоне.
Обитава гористи местности, места със суха почва, храсталаци, крайбрежия, плажове, блата, мочурища и тресавища в райони с тропически и субтропичен климат.